# Авакян, Артавазд Аршакович
Артава́зд Арша́кович Авакя́н (8 (21) июля 1907, село Норашен, Елизаветпольская губерния — 16 декабря 1966, база «Горки Ленинские», Московская область) — советский, армянский агробиолог, генетик, селекционер. Исследования Артавазда Авакяна посвящены проблеме развития растений. Большое внимание уделял вопросам направленного изменения наследственности растений, вегетативной гибридизацией, вопросами оплодотворения, вегетативного и полового воспроизведения растений. Также проводил работы по вопросам биологии и культуры ветвистой пшеницы.

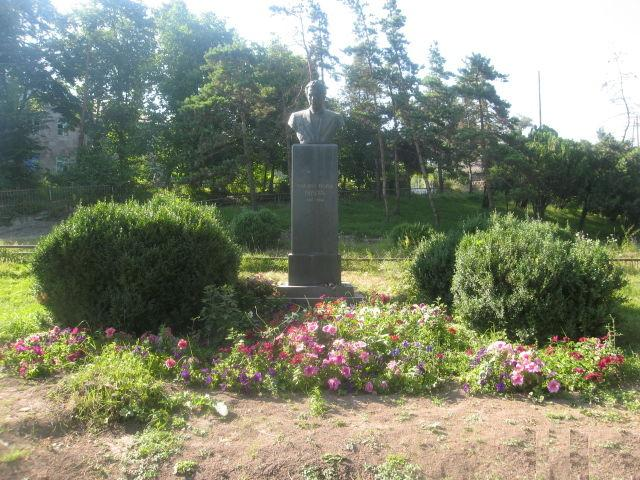
Памятник Артавазду Авакяну в парке Норашена

Был активным сторонником Т. Д. Лысенко. Свою речь на сессии ВАСХНИЛ 1948 года посвятил, в частности, нападкам на И. И. Шмальгаузена и Б. М. Завадовского.

## Карьера
- Окончил Ереванский СХИ (1931).
- Работал агрономом-хлопководом Сардарпатского совхоза Армянской ССР (1931—1932).
- Аспирант ВНИИ растениеводства (1932—1935). Старший научный сотрудник, заведующий отделом генетики Всесоюзного научно-исследовательского селекционно-генетического института (1936—1939).
- Заведующий отделом генетики экспериментальной базы ВАСХНИЛ «Горки Ленинские» (1939—1941).
- Заведующий лабораторией генетики растений Института генетики АН СССР (1941—1944).
- Старший научный сотрудник, заведующий отделом картофеля Молдавской сельскохозяйственной комплексной опытной станции МСХ Молдавской ССР (1944—1946).
- Заведующий лабораторией генетики, и. о. директора, старший научный сотрудник экспериментальной базы ВАСХНИЛ «Горки Ленинские» (1946—1966).

## Ученые степени и звания
- Доктор сельскохозяйственных наук (1941)
- Член-корреспондент АН СССР (1946)
- Действительный член ВАСХНИЛ (1948)

## Награды
- Сталинская премия II степени (13 марта 1941) — за научные работы по биологии растений: «Гибридизация путём прививки», «Биология развития растительных организмов», «Яровизация риса», «Вегетативная гибридизация картофеля», опубликованные в 1936—1940 годах
- Сталинская премия (1951)
- Орден Ленина (1949)
- Орден «Знак Почета» (1939)
- Малая золотая медаль ВСХВ (1939)

## Сочинения
- Опубликовано более 50 научных работ.
- Сочинения посвящены проблемам направленного изменения роста и развития растений, их наследственности, биологии оплодотворения, а также к теории стадийного развития и вегетативной гибридизации, в том числе
- О так называемой «яровизации» растений светом // Яровизация. 1935. № 1 (совм. с А.X. Таги-Заде)
- О биологии развития томатов, там же, 1936, № 2-3
- Яровизация риса, там же, 1936, № 1
- Чеканка хлопчатника. 2 изд., М., 1949 (совм. с Т. Д. Лысенко)
- Управлять развитием растительных организмов // Яровизация. 1938, № 6
- Вегетативная гибридизация картофеля, там же, 1938, № 3
- Гибридизация путём прививки, там же, 1941, № 1 (совм. с М. Г. Ястребом)
- Стадийные процессы и так называемые гормоны цветения // Агробиология. 1948, № 1 (совм. с Н. И. Фейгинсоном)
- Некоторые вопросы индивидуального развития растений, там же, 1948, № 2
- Наследование приобретаемых организмами свойств, там же, 1948, № 6
- Выведение сортов кукурузы для новых районов её возделывания, там же, 1956, № 1
- О биологической природе так называемых двуручек // Известия Академии наук СССР. Серия биологическая. 1956, № 2
- Биология развития сельскохозяйственных растений. — М.: Сельхозиздат, 1960. — 464 с. — То же. — 2-е изд. — 1962. — 487 с.
- К вопросу о биологической природе процесса оплодотворения: Опыты с кукурузой / Соавт. М. Г. Шуманская // Агробиология. 1963. № 5. С. 643—651.

## Комментарии
1. ↑  Ныне в Тавушской области Армении.

## Архивы
- Архив РАН. Фонд 1571(88 дел за 1942—1967 гг.) Описание фонда